# Karol Knap
Karol Knap (Krosno, 2001. szeptember 12. –) lengyel korosztályos válogatott labdarúgó, a Stal Mielec középpályása kölcsönben a Cracovia csapatától.

## Pályafutása

### Klubcsapatokban
Knap a lengyelországi Krosno városában született. Az ifjúsági pályafutását a helyi Karpaty Krosno akadémiájánál kezdte.
2018-ban mutatkozott be a Karpaty Krosno felnőtt keretében. 2020-ban a másodosztályban szereplő Puszcza Niepołomicéhez igazolt. 2021. július 1-jén ötéves szerződést kötött az első osztályban érdekelt Cracovia együttesével. Először a 2021. július 24-ei, Górnik Łęczna ellen 1–1-es döntetlennel zárult mérkőzés 66. percében, Patryk Zaucha cseréjeként lépett pályára. Első gólját 2023. február 6-án, a Korona Kielce ellen idegenben 2–1-re elvesztett találkozón szerezte meg. A 2024–25-ös szezonban a Stal Mielec csapatát erősítette kölcsönben.

### A válogatottban
Knap 2021-ben tagja volt a lengyel U20-as korosztályú válogatottnak.

## Statisztikák
| Klub                | Szezon   | Osztály     | Bajnokság | Bajnokság | Kupa és Ligakupa | Kupa és Ligakupa | Nemzetközi | Nemzetközi | Összesen | Összesen |
| Klub                | Szezon   | Osztály     | Meccs     | Gól       | Meccs            | Gól              | Meccs      | Gól        | Meccs    | Gól      |
| ------------------- | -------- | ----------- | --------- | --------- | ---------------- | ---------------- | ---------- | ---------- | -------- | -------- |
| Puszcza Niepołomice | 2020–21  | I Liga      | 23        | 0         | 2                | 0                | —          | —          | 25       | 0        |
| Cracovia            | 2021–22  | Ekstraklasa | 23        | 0         | 1                | 0                | —          | —          | 24       | 0        |
| Cracovia            | 2022–23  | Ekstraklasa | 30        | 2         | 1                | 0                | —          | —          | 31       | 2        |
| Cracovia            | 2023–24  | Ekstraklasa | 29        | 4         | 3                | 0                | —          | —          | 32       | 4        |
| Cracovia            | 2024–25  | Ekstraklasa | 1         | 0         | 0                | 0                | —          | —          | 1        | 0        |
| Összesen            | Összesen | Összesen    | 106       | 6         | 7                | 0                | 0          | 0          | 113      | 6        |